# Iglesia de Santo Tomé (Toledo)
La iglesia de Santo Tomé o de Santo Tomás Apóstol se encuentra ubicada en el centro histórico de la ciudad española de Toledo, y fue fundada después de la reconquista de esta ciudad por el rey Alfonso VI de León. Aparece citada en el siglo XII, como construida sobre el solar de una antigua mezquita del siglo XI. Esta mezquita junto con otras de la ciudad fueron utilizadas como iglesias cristianas sin grandes cambios, ya que en la toma de la ciudad no hubo destrucción de edificios. 
Sin embargo, a principios del siglo XIV, por encontrarse en estado ruinoso fue totalmente reedificada a cargo de Gonzalo Ruiz de Toledo, señor de Orgaz y se transformó el antiguo alminar de la mezquita en campanario en estilo mudéjar. Su fama se debe sobre todo por albergar en su interior, el cuadro El entierro del Conde de Orgaz de El Greco, que puede contemplarse accediendo por la parte posterior de la iglesia.

## Interior
El edificio consta de tres naves con crucero, cubiertas por bóvedas de cañón y ábside poligonal. Para construir la capilla mayor, con mezcla de mudéjar y gótico flamígero, el Señor de Orgaz mandó derribar la antigua cabecera y elevar la cúpula central en forma de estrella de ocho puntas con los nervios pintados. En el lado del evangelio, cerca del altar mayor, una puerta conduce a la entrada de la torre-campanario y desde allí se puede subir por medio de una escalera.
Tiene la iglesia en sus capillas, dos retablos barrocos, uno plateresco y una pila bautismal del siglo XVI. Destacan una imagen de la Virgen María de mármol del siglo XII y el retablo con elementos jónicos de la capilla mayor del siglo XIX, que sustituyó uno anterior churrigueresco, en este retablo se encuentra en su parte central el cuadro "La incredulidad de Santo Tomás" del pintor Vicente López Portaña.

### Capilla de la Concepción

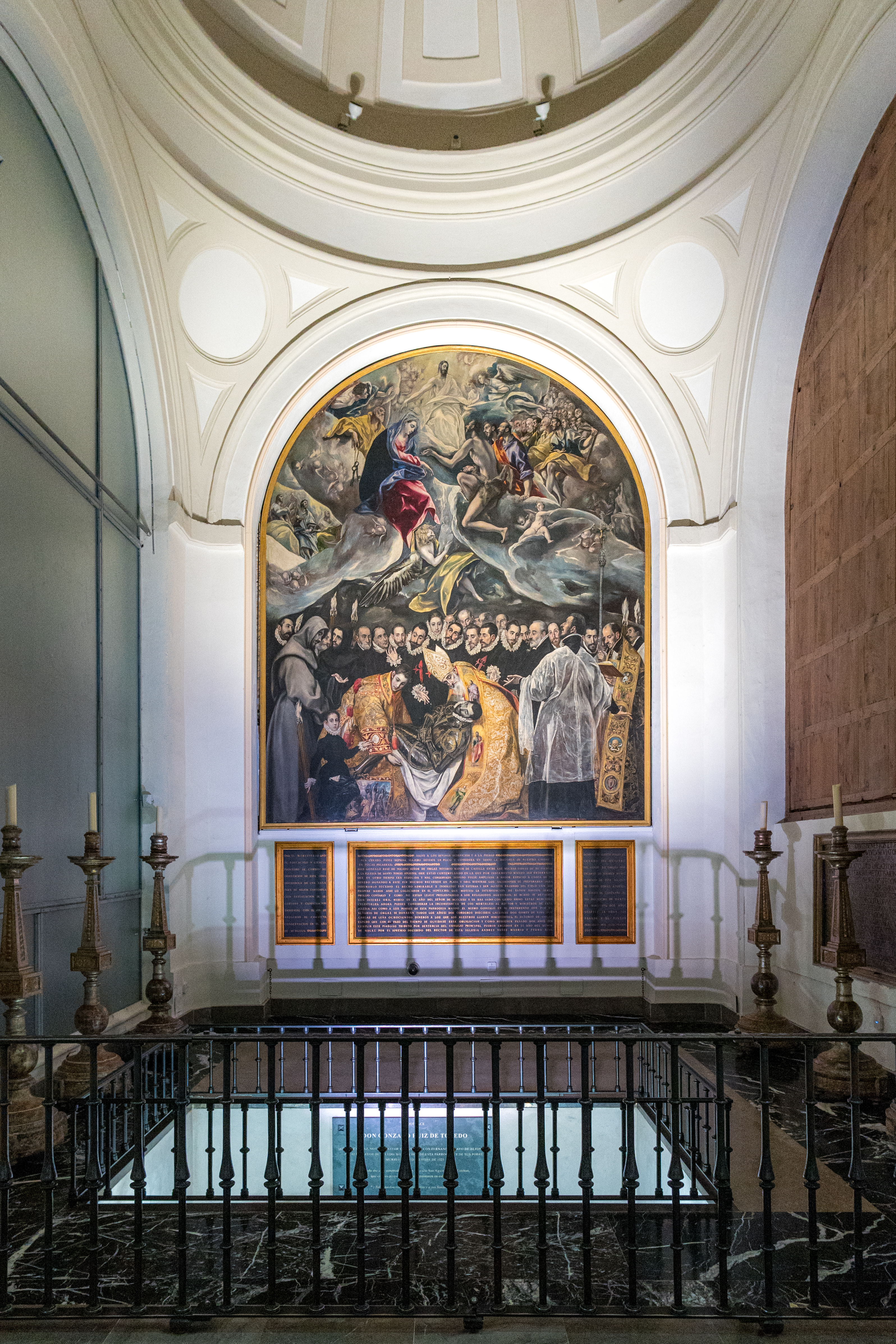
El entierro del conde de Orgaz en la iglesia de Santo Tomé.

En los pies de la nave correspondiente al lado de la Epístola, en la llamada capilla de la Concepción se encuentra enterrado por petición propia realizada en su testamento, Gonzalo Ruiz de Toledo, alcalde de Toledo, benefactor de este templo y fallecido en 1323. Según una leyenda, en su enterramiento aparecieron san Esteban y san Agustín para colocarlo en su sepultura, el mencionado milagro es el que se representa sobre su tumba, la pintura El entierro del conde de Orgaz realizada por El Greco en 1586 por encargo del que era en ese tiempo párroco de la iglesia Andrés Núñez de Toledo, el cual para esta ocasión hizo reformas en la mencionada capilla. Las reformas constituyeron la creación de una nueva planta cuadrangular cubierta por una bóveda de media esfera y en los muros adosar cuatro arcos de medio punto, dentro de uno de ellos se colocó una lápida grabada con la explicación del milagro y encima de ella, adaptándose al arco de la pared, la pintura.
La inscripción del epitafio en latín y letras doradas sobre mármol negro fue realizada por Álvar Gómez de Castro.

D. V. et P.
Támetsi properas, Siste Paululum Viator, et antiquam urbis nostre historiam paucis accipe. Dñs. Gonsalvus Ruiz á Toleto Orgacii Oppidi Dñs. Castelle major Notarius, inter caetera sue pietatis monumenta, Thomae Apostoli, quam vides aedem, ubi sé testamento jussit condi, olim augustam et malesartam, laxiori spatio, pecunia sua instaurandam curavit, additis multis, cum argenteis tum aureis donariis. Dum eum humare Sacerdotes parant, ¡ecce res admiranda et insolita! Divus Estéphanus et Augustinus caelo delapsi propis manibus hic speliernunt. ¿Que causa hos Divos impulerit? Quoniam longum est, Agustinianos Sodales non longa est via: si vacat, roga. Obiit anno Xpi. M.CCC.XII. Caelestium gratum animum audisti: Audi jam mortalium inconstantiam. Eclesie hujus Curioni et Ministris, tum etiam Parroquie pauperibus arietes 2, gallignas 16, vini uteres 2, lignorum vecturas 2, nummos quos nostri Morapetinos  vocant 800 ab Orgatiis Quotannis percipiendos idem Gonsalvus testamento legabit. Illi, ob temporis diuturnitarem,rem obscuram fore sperantes, cum duobus ab hinc annis pium pendere tributum recusarent, Pintiani conventus sentencia convicti sunt. Anno Ch. M.DLXX. Andrea Nonio Matritano hujus templi Curione, strenue Defendente, et Petro Rusio Durone Economo.
Al Dios de los vivos y de los difuntos
Aunque vayas deprisa, detente un poco, caminante , y escucha en muy pocas palabras una antigua historia de nuestra ciudad. D. Gonzalo Ruiz de Toledo, Señor de la villa de Orgaz y Notario mayor de Castilla, entre otras pruebas que nos dejó de su piedad, cuidó de que á su costa se restaurase con mayor amplitud esta iglesia que estas viendo de Santo Tomás Apóstol, antes angosta y mal fabricada, en la cual ordenó por su testamento le diesen sepultura, y la hizo además donativos de oro y plata. Cuando los sacerdotes se preparaban á enterrarle ¡mira que cosa tan rara y maravillosa! San Esteban y San Agustín bajan del cielo y le sepultan con sus propias manos. ¿Cuál pudo ser la causa que impulsase a estos Santos? Por cuanto sería largo de contar, no están muy lejos de aquí los religiosos Agustinos; si tienes tiempo vé allá y pregunta, que ellos te lo dirán. Falleció año de Cristo 1312.Ya has oído los efectos de la gratitud de los habitantes del cielo; oye ahora la inconstancia de los mortales. El mismo Gonzalo mandó en su testamento que los vecinos de Orgaz pagasen todos los años para el cura, ministros y pobres de esta parroquia, 2 carneros, 16 gallinas, 2 pellejos de vino, 2 cargas de leña y 800 maravedises. Pero los tributarios esperando que el trascurso del tiempo habría oscurecido el derecho rehusaron estos años pasados satisfacer la manda, mas fueron competidos á hacerlo por sentencia de la Audiencia (ó Chancillería) de Valladolid, en el año de 1570 habiéndolo defendido valientemente Andrés Nuñez de Madrid, cura de este templo, y Pedro Ruiz Duro su mayordomo.
Epitafio en la iglesia de Santo Tomé de Toledo

## Torre exterior

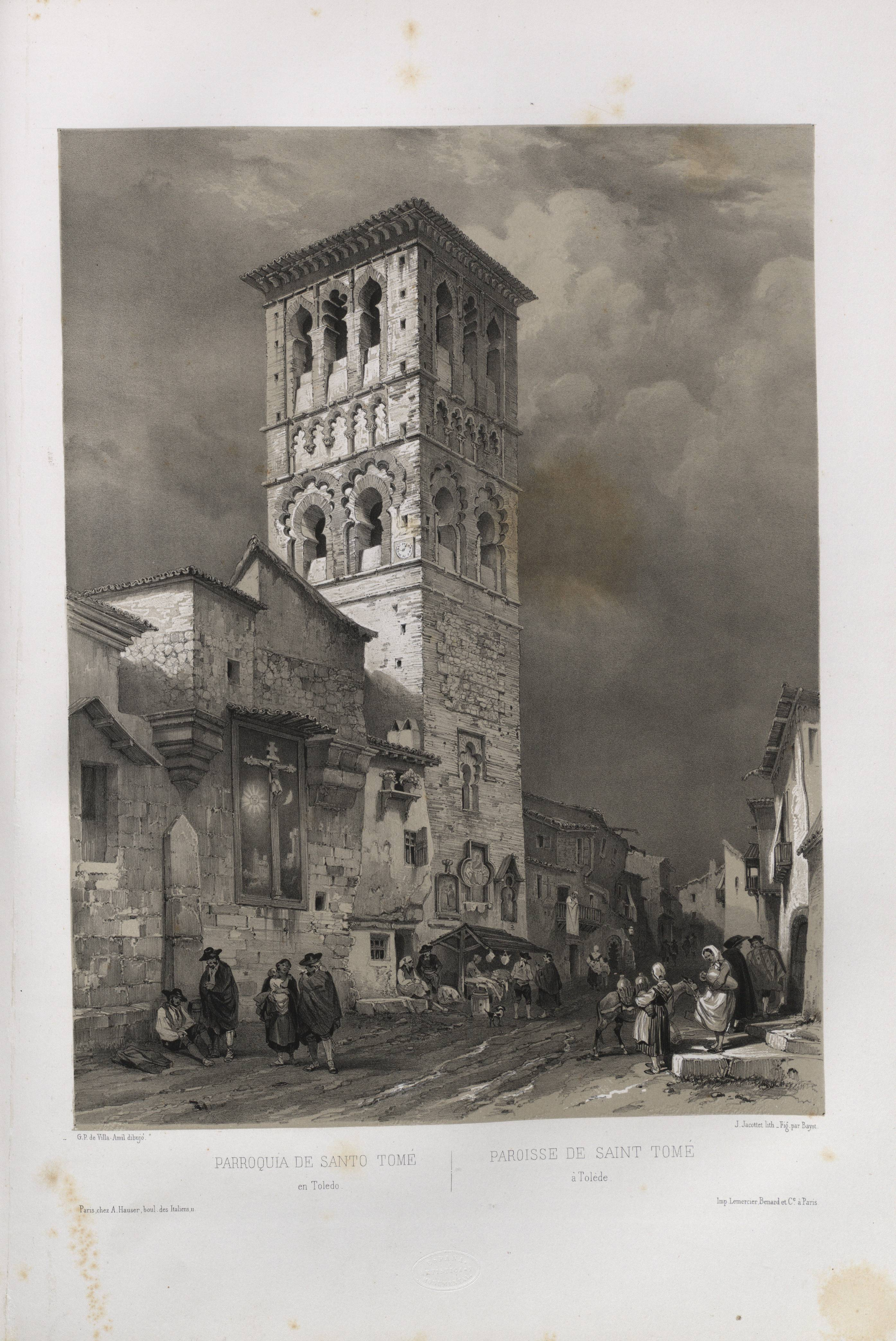
Vista de la torre en una litografía de mediados del a partir de dibujo de Jenaro Pérez Villaamil

El antiguo alminar reconstruido en el siglo XIV por el señor de Orgaz, es de planta cuadrada, en lo que se puede llamar mudéjar toledano, con mampostería y ladrillo muy bien conservada y basada en la de la iglesia de San Román, de la misma ciudad. La torre contiene incrustaciones de cerámica vidriada y en sus dos cuerpos superiores, doble campanario, se abren grupos de dos y tres ventanas y entre estos dos pisos una decoración a modo de friso de arquería ciega con arcos lobulados y separados por pequeñas columnas de barro cocido vidriado. El coronamiento está realizado con especie de cordón de «dientes de sierra».
Junto a una ventana geminada de la torre en el segundo piso, se encuentra encastrada una placa-nicho visigoda de mármol blanco con venera y cruz patada adornada con las letras alfa y omega y estudiada como una pieza similar al prototipo realizado en los talleres de Mérida, que habrían extendido su influencia en los de Toledo.